# Rudolf Rojahn
Rudolf Rojahn (* 13. Oktober 1875 in Nauke im Landkreis Oels; † 24. Juni 1929 im Sanatorium Wölfelsgrund) war ein deutscher Verwaltungsjurist und Rittergutsbesitzer.

## Leben
Rojahn war ein Sohn des Rittergutsbesitzers Rudolf Rojahn aus Naucke. Er studierte zunächst an Ruprecht-Karls-Universität Heidelberg Rechtswissenschaft. 1895 wurde er Mitglied des Corps Vandalia Heidelberg. Als Inaktiver wechselte er an die heimatliche Schlesische Friedrich-Wilhelms-Universität Breslau. 1899 legte er das Referendarexamen ab. 1902 wurde er Regierungsreferendar in Oppeln, 1905 Regierungsassessor beim Landrat des Kreises Uelzen. 1907 wurde er der Preußischen Ansiedlungskommission in Posen zugeteilt. 1908 ließ er sich beurlauben, um die Bewirtschaftung des Ritterguts Nieder-Wabnitz bei Bernstadt in Schlesien zu übernehmen. 1911 wurde er unter Ernennung zum Regierungsrat verabschiedet. Er wurde im Ersten Weltkrieg  1914 zunächst mit der Verwaltung des Landratsamts im Kreis Oels beauftragt. Zum Landrat ernannt wurde er 1916. 1918 schied er endgültig aus dem Staatsdienst aus. Als Landrat folgte ihm 1921 Hans Unckell.